# Kleinkastell Hunnenkirchhof
Das Kleinkastell Hunnenkirchhof (auch Wp 4/29 nach der Benennung der Reichs-Limeskommission) war ein römisches Kastell an der Wetteraulinie des Obergermanischen Limes. Es befand sich südwestlich der heutigen Stadt Butzbach im Wetteraukreis in Hessen.

## Lage
Die Kastellanlagen befinden sich unterhalb des Butzbacher Hausberges, auf dem eine vorgeschichtliche Ringwallanlage aus der älteren Latènezeit zu sehen ist, in einem Waldstück zwischen den Ortschaften Hoch-Weisel und Hausen-Oes. Obwohl unweit der beiden Orte gelegen, gehört das kleine Waldgebiet zum weiter entfernt liegenden Butzbacher Stadtteil Nieder-Weisel. Der Limes zog südlich, vom Kastell Langenhain kommend, durch heute stark landwirtschaftlich genutzte Bereiche. Erst wenige hundert Meter südlich des Kastells ist er im Wald wieder erhalten.

## Kastelle

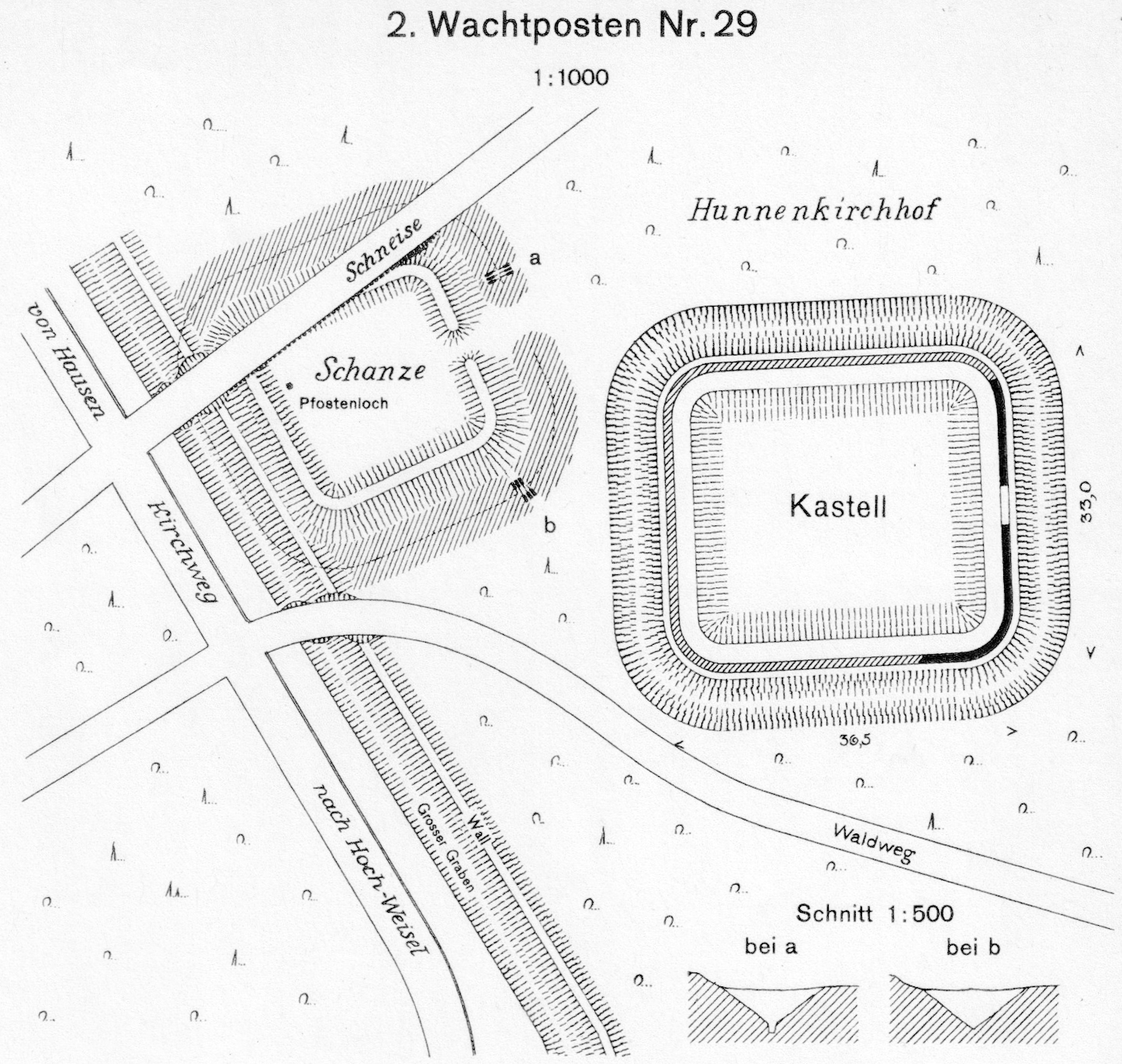
Ausgrabungsplan der beiden Kleinkastelle im Limeswerk

### Holz-Erde-Kastell
Ein älteres Holz-Erde-Kastell ist noch vor dem Bau des Limes entstanden, da seine südwestliche Seite vom Limes überlagert wird. Überdies ist es durch einen modernen Forstweg gestört und im Gelände nur schwer als solches zu erkennen.

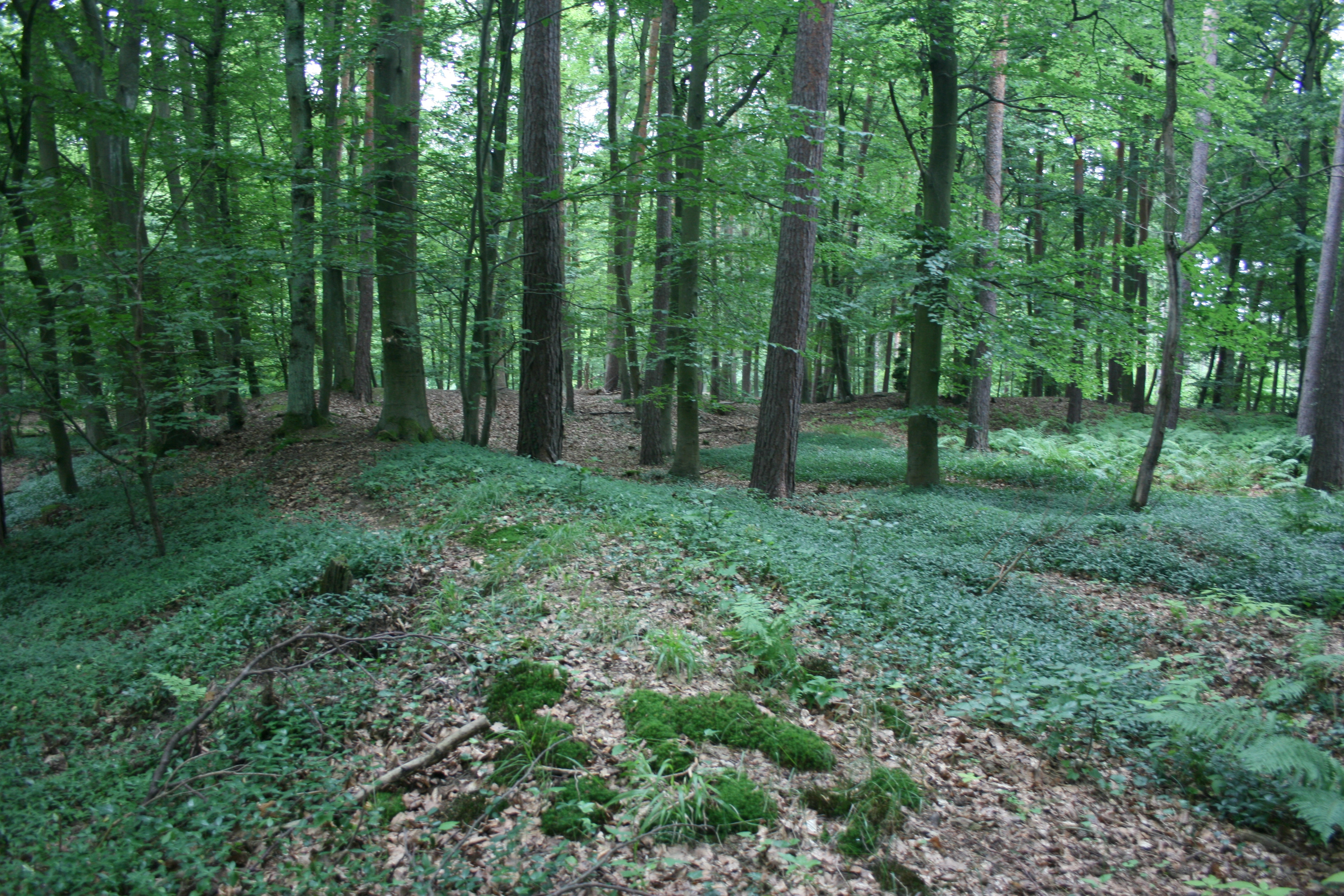
Blick von Südwesten in den Innenbereich des Steinkastells, der Wall ist noch gut erkennbar.

### Steinkastell
Um die Mitte des 2. Jahrhunderts n. Chr. wurde das Holzkastell aufgegeben und durch das etwa doppelt so große (0,12 ha) Steinkastell ersetzt. Es liegt etwas weiter hinter dem Limes und ist heute noch gut im Wald auszumachen. Friedrich Kofler, Streckenkommissar der Reichs-Limeskommission, traf die etwa einen Meter breite Mauer noch bis zu 90 Zentimeter hoch erhalten an. Innen war an die Mauer ein Wall angeschüttet, außen verlief ein sieben Meter breiter Spitzgraben. Ein Tor konnte an der dem Limes abgewandten Ostseite des Kleinkastells nachgewiesen werden. Dunkle Bodenverfärbungen im Inneren sind wohl Reste der dort befindlichen hölzernen Barackenbauten.

## Limesverlauf vom Kleinkastell Hunnenkirchhof zum Kleinkastell Degerfeld
Der Limes verläuft auf weiten Strecken nördlich und südlich des Kleinkastells durch bewaldetes Gebiet am Taunushang und ist gut erhalten und sichtbar. Bis zum nächsten Kleinkastell Degerfeld sind es etwa 3500 Meter. Rückwärtig befand sich das Kastell Butzbach mit ausgedehnter Zivilsiedlung westlich des Kastells.
| ORL      | Name/Ort                    | Beschreibung/Zustand |
| NN       | Kleinkastell Hunnenkirchhof | Kleinkastell Hunnenkirchhof |
| Wp 4/30  | Beim Sandbirnbaum           | Vermutet, möglicherweise am Ortsrand von Hausen zu lokalisieren. |
| Wp 4/31  | am Sommerbergweg            | Flache Holzturmstelle mit Ringgraben, südwestlich davon ein Schutthügel des Steinturms. |
| Wp 4/31* | am Kugelfangweg             | Außerhalb des Limes gelegene Holzturmstelle mit Ringgraben, wahrscheinlich zu einer früheren Limeslinie gehörig, die später an den Hang angepasst und dabei ungewöhnlicherweise zurück verlegt wurde. Von Wp 4/31* zog die frühere Linie mutmaßlich zu einer weiteren, weit hinter dem Limes und der späteren Turmstelle 4/33 Auf dem Schrenzer gelegenen Holzturmstelle mit zwei Ringgräben (= Wp 4/33*). |
| Wp 4/32  | Im Suterwald                | flacher Steinturmhügel |
| Wp 4/33  | Auf dem Schrenzer           | Die Turmstelle ist heute durch einen fehlerhaft rekonstruierten Turm kenntlich, der über der Fundstelle des jüngeren Holzturms errichtet wurde. Wahrscheinlich ersetzte er den älteren Holzturm Wp 4/33* in der ersten Hälfte des 2. Jahrhunderts. Die Steinturmstelle befindet sich nordöstlich davon und ist am rekonstruierten Fundament erkennbar. Davor wurde ein Stück der Palisade rekonstruiert.   |
| Wp 4/34  | vermutet                    | Möglicherweise am nordwestlichen Stadtrand von Butzbach. |
| KK       | Kleinkastell Degerfeld      | Kleinkastell Degerfeld |

## Denkmalschutz
Das Kleinkastell Hunnenkirchhof und die erwähnten Anlagen sind als Abschnitt des Obergermanisch-Raetischen Limes seit 2005 Teil des UNESCO-Welterbes. Außerdem ist es ein Bodendenkmal im Sinne des Hessischen Denkmalschutzgesetzes. Nachforschungen und gezieltes Sammeln von Funden sind genehmigungspflichtig, Zufallsfunde an die Denkmalbehörden zu melden.

## Weblink
- Deutsche Limes-Strasse